# Pentagonia rubiflora
Espèce
Classification APG IV (2016)
Statut de conservation UICN

 DD  : Données insuffisantes
Pentagonia rubiflora est une espèce de plante du genre Pentagonia et de la famille des Rubiaceae.